# Кинешемский район
Кинеше́мский райо́н — административно-территориальная единица (район) и муниципальное образование (муниципальный район) на северо-востоке Ивановской области России.
Административный центр — город Кинешма (в состав района не входит).

## География
Расположен в северо-восточной части Ивановской области, в бассейне реки Волги (70 км волжского побережья). Территория района составляет 1 582,7 км². На севере и северо-востоке граничит с Костромской областью, на севере с Заволжским районом, на востоке с Юрьевецким районом, на юге с Лухским районом, на юго-западе и юге с Вичугским районом. Удаленность от Москвы — 400 км, от Костромы — 90 км, от Владимира — 250 км, от Нижнего Новгорода — 270 км. Недалеко от села Первомайский находится мост через Волгу, введённый в эксплуатацию в 2003 году. Район является первым по площади в Ивановской области.
2/3 территории занимают леса. Фауна включает: более 140 видов птиц, до 40 видов рыб, свыше 20 видов диких млекопитающих.
Имеется 158 270 га земли, в том числе 51 064 га сельскохозяйственных угодий. Преобладают среднеподзолистые супесчаные и глинистые почвы.

## Гидронимия
Почти все реки и речки, впадающие в Волгу на отрезке от Кинешмы до Юрьевца, сохранили угро-финские названия: Кинешма (Кинешемка), Томна, Мера, Ёлнать, Нодога, Пичуга, Шарма, Шача, Шилекша, Юндокса, Юхма и др.

## История

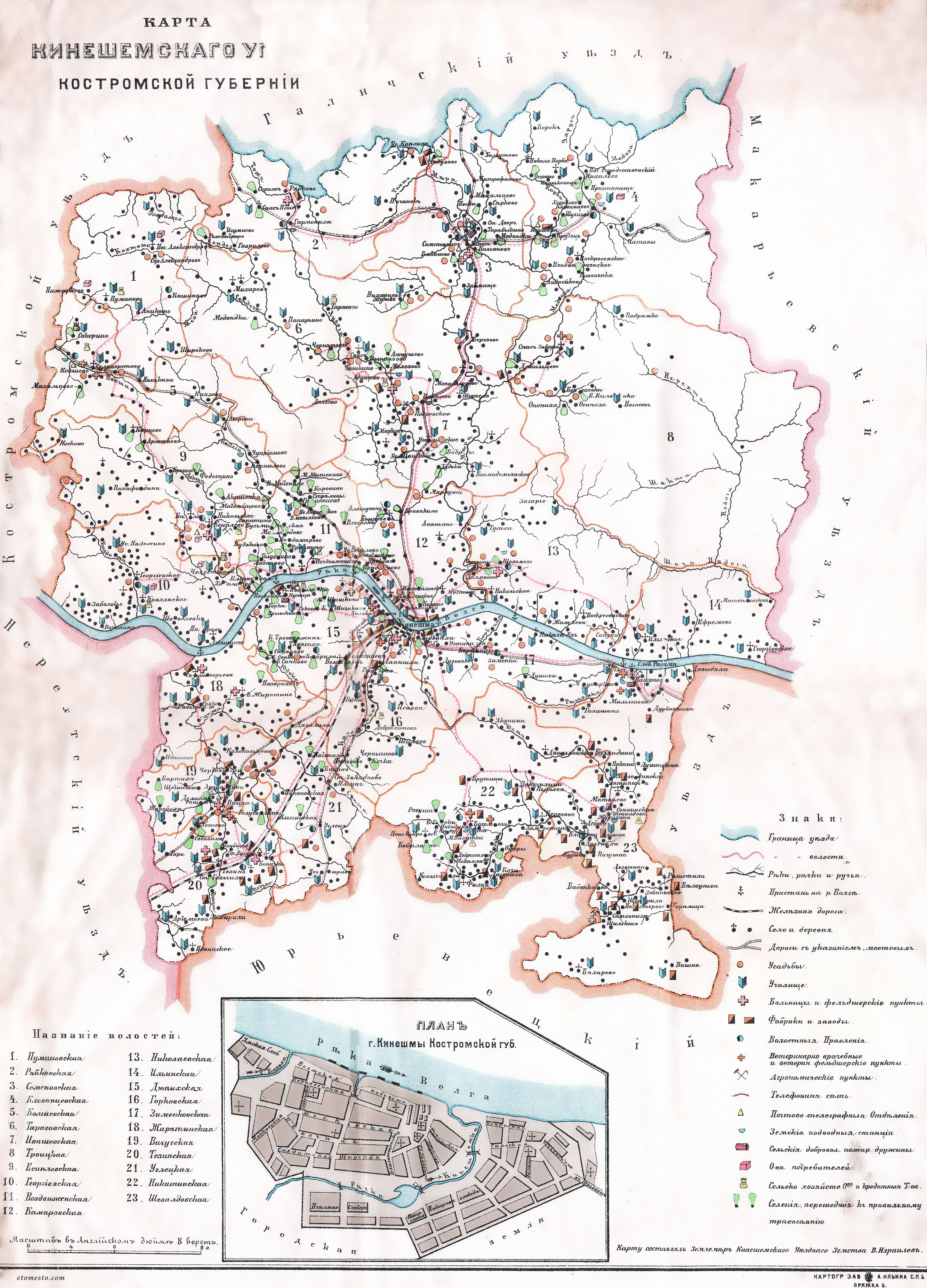
Карта Кинешемского уезда Костромской губернии, 1913 год. На врезке: план города Кинешмы

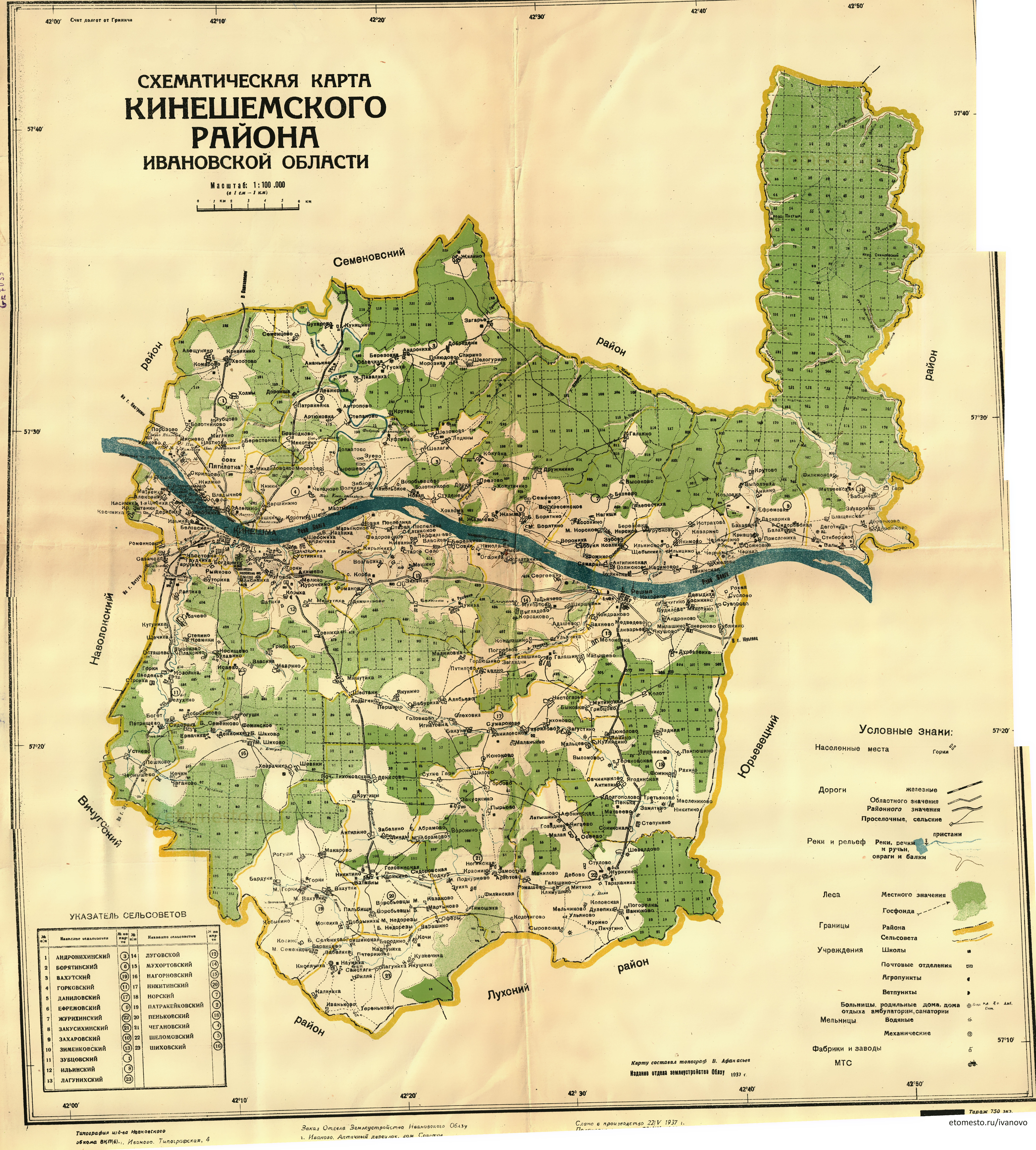
Схематическая карта Кинешемского района Ивановской области, 1937 год

Кинешемский район был образован 14 января 1929 года в составе Кинешемского округа Ивановской Промышленной области из Кинешемской, Батмановской, Журихинской, Шеломовской, Беляевской, Есиплевской и части Колшевской волостей упразднённого Кинешемского уезда Иваново-Вознесенская губерния. В район вошли сельсоветы: Андронихский, Безносовский, Белоноговский, Беляевский, Борятинский, Быковский, Вахутский, Вишневский, Воздвиженский, Воронинский, Воскресенский, Георгиевский, Горковский, Даниловский, Есиплевский, Ефремовский, Журихинский, Закусихинский, Захаровский, Зименковский, Зобнинский, Зубцовский, им. Д.Бедного, Ивашевский, Ильинский, Карцевский, Колшевский, Корниловский, Лагуновский, Лопатинский, Луговской, Мухортовский, Наволокский, Норский, Панафидинский, Патракейковский, Пеньковский, Подкурновский, Тарасихинский, Троицкий, Семенковский, Чегановский, Челесниковский, Шеломовский, Шибановский, Шилекшинский. 29 декабря 1930 года ликвидирован сельсовет им. Д.Бедного. В марте 1931 года Троицкий сельсовет был передан в Вичугский район, Семенковский сельсовет переименован в Шиховский. В конце 1934 года ликвидирован Беляевский сельсовет. В январе 1935 года сельсоветы Вишневский, Зобнинский, Воскресенский, Шилекшинский отошли к вновь образованному Лухскому району, Безносовский, Белоноговский, Быковский, Воздвиженский, Воронинский, Георгиевский, Есиплевский, Ивашевский, Карцевский, Колшевский, Корниловский, Лопатинский, Наволокский, Назаровский, Новлянский, Панафидинский, Тарасихинский, Челесниковский, Шибановский — к Наволокскому району. 11 марта 1936 года Кинешемский район вошёл в состав вновь образованной Ивановской области. 18 июня 1954 года в результате укрупнения ликвидированы Зубцовский, Патракейковский, Норский, Зименковский, Андронихский, Борятинский, Пеньковский; объединены Ефремовский и Захаровский сельсоветы — в Стиберский, Мухортовский и Нагорновский — в Решемский; Вахутский, Закусихинский, Лагуновский и Никитинский — в Батмановский; Горковский и Шиховский — в Доброхотовский. 29 августа 1958 года в состав района переданы Наволокский и Тарасихинский сельские советы упразднённого Наволокского района, сельсоветы Чегановский и Шеломовский отошли во вновь образованный Заволжский район. 22 августа 1960 года Стиберский сельсовет упразднён, при этом одновременно образован Красногорский сельсовет.
В 1921 года в селе Федосцыне Кинешемского уезда родился будущий Герой Советского Союза Юрий Горохов. В 1933 году переехал с родителями в Кинешму, где учился в средней школе № 4 (ныне школа имени Д. А. Фурманова). По окончании школы с 1937 года работал токарем на заводе имени Калинина, одновременно занимался в Кинешемском аэроклубе имени С. А. Леваневского. Во время Великой Отечественной войны совершил большое число боевых подвигов. Погиб в 1944 году в бою.
1 февраля 1963 года район был преобразован в Кинешемский сельский район, в состав которого вошли Кинешемский и Заволжский районы, Шилекшинский сельсовет Лухского района, Михайловский и Каменниковский сельсоветы Юрьевецкого района. 15 апреля 1964 года упразднён Даниловский сельсовет. 13 января 1965 года Кинешемский сельский район преобразован в район в составе: город Наволоки, рабочие посёлки Заречный и Долматовский, Батмановский, Белоноговский, Воздвиженский, Дмитриевский, Доброхотовский, Есиплевский, Журихинский, Ивашевский, Ильинский, Колшевский, Корниловский, Красногорский, Луговской, Наволокский, Новлянский, Решемский, Тарасихинский, Чегановский, Шеломовский, Шибановский, Шилекшинский сельсоветы. 3 ноября 1965 года в состав восстановленного Лухского района передан Шилекшинский сельсовет. 9 октября 1968 года из части Кинешемского района вновь образован Заволжский район. В составе Кинешемского района остались: город Наволоки, Батмановский, Доброхотовский, Журихинский, Ильинский, Красногорский, Луговской, Наволокский, Решемский, Стиберский и Тарасихинский сельсоветы. 31 декабря 1970 года из Лухского района переданы Зобнинский и Шилекшинский сельсоветы. 12 августа 1974 года переименованы Доброхотовский сельсовет в Горковский, Наволокский — в Долговский. 29 сентября 1994 года образован Дьячевский сельсовет за счет части территории Решемского сельсовета.
В 1971 году в целях глубинного зондирования земной коры по заказу Министерства геологии СССР (поиск новых нефтяных месторождений) на берегу реки Шача в 4 км от деревни Галкино Кинешемского района был произведён мирный подземный ядерный взрыв «Глобус-1». В конце августа 1971 года было пробурено две шахты 610 м глубиной, на дно одной из них был заложен ядерный заряд мощностью 2,3 килотонны. Взрыв был произведён 19 сентября 1971 года. На 18 минуте после взрыва в метре от скважины с зарядом произошёл газо-водяной выброс, сопровождавшийся выносом радиоактивных пород на поверхность. Ядерный взрыв был признан аварийным. В настоящее время проводятся работы по реабилитации объекта.
На 1 января 2001 года в состав района входили город Наволоки и 12 сельсоветов: Батмановский, Горковский, Долговский, Дьячевский, Журихинский, Зобнинский, Ильинский, Красногорский, Луговской, Решемский, Стиберский, Шилекшинский.
В 2002 году в селе Первомайский на базе предприятия ОАО «Кинешемская хлебная база № 14» создан крупный Зерновой терминал «Волга», принимающий в том числе суда типа «река-море» грузоподъёмностью до 5 тысяч тонн из стран Западной Европы.
В 2005 году в рамках организации местного самоуправления был образован муниципальный район

## Население
| 1939    | 1959    | 1970    | 1979    | 1989    | 2002    | 2009    | 2010    | 2011    |
| ------- | ------- | ------- | ------- | ------- | ------- | ------- | ------- | ------- |
| 55 008  | ↘42 346 | ↘35 470 | ↘32 905 | ↘30 570 | ↘27 650 | ↘23 706 | ↘23 258 | ↘23 181 |
| 2012    | 2013    | 2014    | 2015    | 2016    | 2017    | 2018    | 2019    | 2020    |
| ↘22 822 | ↘22 579 | ↘22 344 | ↘22 295 | ↘21 988 | ↘21 741 | ↘21 268 | ↘20 916 | ↘20 521 |
| 2021    |         |         |         |         |         |         |         |         |
| ↘18 402 |         |         |         |         |         |         |         |         |

### Урбанизация
Городское население (город Наволоки) составляет 44,38 % населения района.
Районный центр, город Кинешма, находящийся у северо-западной окраины района, в него не входит.

### Национальный состав
По итогам переписи населения 2020 года проживали следующие национальности (национальности менее 0,1 % и другое, см. в сноске к строке «Другие»):
| Национальность | Численность, чел. | Доля     |
| -------------- | ----------------- | -------- |
| Русские        | 17 654            | 95,94 %  |
| Таджики        | 120               | 0,65 %   |
| Украинцы       | 85                | 0,46 %   |
| Киргизы        | 58                | 0,32 %   |
| Азербайджанцы  | 38                | 0,21 %   |
| Цыгане         | 33                | 0,18 %   |
| Армяне         | 23                | 0,12 %   |
| Татары         | 19                | 0,10 %   |
| Другие         | 372               | 2,02 %   |
| Итого          | 18 402            | 100,00 % |

## Муниципально-территориальное устройство
В муниципальный район входят 7 муниципальных образований, в том числе 1 городское и 6 сельских поселений:
| № | Муниципальное образование         | Административный центр | Количество населённых пунктов | Население (чел.) | Площадь (км²) |
| - | --------------------------------- | ---------------------- | ----------------------------- | ---------------- | ------------- |
| 1 | Наволокское городское поселение   | город Наволоки         | 19                            | ↘10 524          | 94,97         |
| 2 | Батмановское сельское поселение   | село Батманы           | 35                            | ↗1060            | 192,00        |
| 3 | Горковское сельское поселение     | деревня Горки          | 30                            | ↗1218            | 131,21        |
| 4 | Ласкарихинское сельское поселение | деревня Ласкариха      | 30                            | ↘450             | 458,40        |
| 5 | Луговское сельское поселение      | деревня Луговое        | 28                            | ↘1567            | 161,70        |
| 6 | Решемское сельское поселение      | село Решма             | 53                            | ↘2488            | 520,00        |
| 7 | Шилекшинское сельское поселение   | село Шилекша           | 38                            | ↘1095            | 225,19        |

## Населённые пункты
В Кинешемском районе один город и 232 сельских населённых пункта.
| №   | Населённый пункт | Тип     | Население | Муниципальное образование         |
| --- | ---------------- | ------- | --------- | --------------------------------- |
| 1   | Акишево          | деревня | 58        | Луговское сельское поселение      |
| 2   | Аннино           | деревня | 0         | Ласкарихинское сельское поселение |
| 3   | Антипино         | деревня | 19        | Батмановское сельское поселение   |
| 4   | Антипино         | деревня | 98        | Решемское сельское поселение      |
| 5   | Антипинская      | деревня | 0         | Ласкарихинское сельское поселение |
| 6   | Антропиха        | деревня | 0         | Наволокское городское поселение   |
| 7   | Аристово         | деревня | 0         | Батмановское сельское поселение   |
| 8   | Афачиха          | деревня | 8         | Шилекшинское сельское поселение   |
| 9   | Афонинская       | деревня | 0         | Решемское сельское поселение      |
| 10  | Бабенково        | деревня | 10        | Шилекшинское сельское поселение   |
| 11  | Бабцыно          | деревня | 0         | Ласкарихинское сельское поселение |
| 12  | Базеево          | деревня | 0         | Шилекшинское сельское поселение   |
| 13  | Балахонка        | деревня | 3         | Ласкарихинское сельское поселение |
| 14  | Барсуки          | деревня | 1         | Шилекшинское сельское поселение   |
| 15  | Батманы          | село    | ↘307      | Батмановское сельское поселение   |
| 16  | Бахарево         | село    | ↗169      | Шилекшинское сельское поселение   |
| 17  | Белоусиха        | деревня | 17        | Шилекшинское сельское поселение   |
| 18  | Белухино         | деревня | 12        | Горковское сельское поселение     |
| 19  | Белянки          | деревня | 0         | Луговское сельское поселение      |
| 20  | Березники        | деревня | 2         | Решемское сельское поселение      |
| 21  | Берёзовка        | деревня | 4         | Ласкарихинское сельское поселение |
| 22  | Богот            | деревня | 166       | Горковское сельское поселение     |
| 23  | Бородино         | деревня | 0         | Батмановское сельское поселение   |
| 24  | Бубякино         | деревня | 0         | Решемское сельское поселение      |
| 25  | Будилово         | деревня | 2         | Решемское сельское поселение      |
| 26  | Бузинская        | деревня | 11        | Ласкарихинское сельское поселение |
| 27  | Булавино         | деревня | 35        | Горковское сельское поселение     |
| 28  | Быковка          | деревня | 16        | Наволокское городское поселение   |
| 29  | Валгусиха        | деревня | 0         | Луговское сельское поселение      |
| 30  | Валы             | деревня | 3         | Ласкарихинское сельское поселение |
| 31  | Ванюково         | деревня | 12        | Решемское сельское поселение      |
| 32  | Варашино         | деревня | 0         | Батмановское сельское поселение   |
| 33  | Вахнево          | деревня | 0         | Решемское сельское поселение      |
| 34  | Вахутино         | деревня | 0         | Наволокское городское поселение   |
| 35  | Вахутки          | деревня | 183       | Батмановское сельское поселение   |
| 36  | Вашурово         | деревня | 7         | Шилекшинское сельское поселение   |
| 37  | Велизанец        | деревня | ↘3        | Горковское сельское поселение     |
| 38  | Верещагино       | деревня | 13        | Шилекшинское сельское поселение   |
| 39  | Вискино          | деревня | 3         | Шилекшинское сельское поселение   |
| 40  | Власково         | деревня | 1         | Луговское сельское поселение      |
| 41  | Волжская         | деревня | 2         | Ласкарихинское сельское поселение |
| 42  | Воронино         | деревня | 0         | Батмановское сельское поселение   |
| 43  | Воронино         | деревня | 0         | Шилекшинское сельское поселение   |
| 44  | Воскресенское    | село    | →78       | Шилекшинское сельское поселение   |
| 45  | Вотолино         | деревня | 19        | Шилекшинское сельское поселение   |
| 46  | Выползиха        | деревня | 3         | Ласкарихинское сельское поселение |
| 47  | Высоково         | деревня | 11        | Горковское сельское поселение     |
| 48  | Гаврилово        | деревня | 7         | Решемское сельское поселение      |
| 49  | Гавшино          | деревня | 6         | Наволокское городское поселение   |
| 50  | Галашино         | деревня | 6         | Решемское сельское поселение      |
| 51  | Галицкая         | деревня | 18        | Шилекшинское сельское поселение   |
| 52  | Галкино          | деревня | 3         | Ласкарихинское сельское поселение |
| 53  | Георгиевское     | село    | ↗10       | Ласкарихинское сельское поселение |
| 54  | Глухово          | деревня | 3         | Луговское сельское поселение      |
| 55  | Говядино         | деревня | 0         | Решемское сельское поселение      |
| 56  | Головинская      | деревня | 143       | Батмановское сельское поселение   |
| 57  | Горбово          | деревня | 2         | Батмановское сельское поселение   |
| 58  | Гордюшино        | деревня | 14        | Решемское сельское поселение      |
| 59  | Горки            | деревня | ↘100      | Горковское сельское поселение     |
| 60  | Горки            | деревня | 137       | Луговское сельское поселение      |
| 61  | Горки Большие    | деревня | 28        | Батмановское сельское поселение   |
| 62  | Грибцово         | деревня | 7         | Решемское сельское поселение      |
| 63  | Гришинская       | деревня | 0         | Батмановское сельское поселение   |
| 64  | Губачево         | деревня | 2         | Горковское сельское поселение     |
| 65  | Давыдиха         | деревня | 0         | Решемское сельское поселение      |
| 66  | Деготница        | деревня | 0         | Ласкарихинское сельское поселение |
| 67  | Дементьево       | деревня | 6         | Луговское сельское поселение      |
| 68  | Денисиха         | деревня | 2         | Горковское сельское поселение     |
| 69  | Денисово         | деревня | 0         | Батмановское сельское поселение   |
| 70  | Дмитриково       | деревня | 0         | Шилекшинское сельское поселение   |
| 71  | Доброхотово      | деревня | 55        | Горковское сельское поселение     |
| 72  | Добрыниха        | деревня | 10        | Батмановское сельское поселение   |
| 73  | Долгово          | деревня | 85        | Наволокское городское поселение   |
| 74  | Дорожково        | деревня | 0         | Ласкарихинское сельское поселение |
| 75  | Дуниха           | деревня | 3         | Решемское сельское поселение      |
| 76  | Дьячево          | деревня | 1407      | Решемское сельское поселение      |
| 77  | Дюколово         | деревня | 5         | Решемское сельское поселение      |
| 78  | Дюпиха           | деревня | ↘7        | Горковское сельское поселение     |
| 79  | Ельтинская       | деревня | 0         | Луговское сельское поселение      |
| 80  | Ермачиха         | деревня | 7         | Горковское сельское поселение     |
| 81  | Ефремовка        | деревня | 10        | Ласкарихинское сельское поселение |
| 82  | Журихино         | деревня | 264       | Решемское сельское поселение      |
| 83  | Закусихино       | деревня | 163       | Батмановское сельское поселение   |
| 84  | Замостная        | деревня | 0         | Батмановское сельское поселение   |
| 85  | Замятино         | деревня | 0         | Решемское сельское поселение      |
| 86  | Зименки          | деревня | ↘25       | Луговское сельское поселение      |
| 87  | Зобнино          | село    | ↘289      | Шилекшинское сельское поселение   |
| 88  | Зорино           | деревня | 2         | Ласкарихинское сельское поселение |
| 89  | Зубцово          | деревня | 0         | Шилекшинское сельское поселение   |
| 90  | Зуиха            | деревня | 13        | Батмановское сельское поселение   |
| 91  | Иваниха Большая  | деревня | 182       | Луговское сельское поселение      |
| 92  | Ильинское        | село    | ↘204      | Ласкарихинское сельское поселение |
| 93  | Ищеино           | деревня | 32        | Наволокское городское поселение   |
| 94  | Касимово         | деревня | 1         | Ласкарихинское сельское поселение |
| 95  | Кислячиха        | деревня | 23        | Батмановское сельское поселение   |
| 96  | Климушино        | деревня | 0         | Решемское сельское поселение      |
| 97  | Кобылино         | деревня | ↘0        | Батмановское сельское поселение   |
| 98  | Козлиха          | деревня | 0         | Ласкарихинское сельское поселение |
| 99  | Козлиха          | деревня | 5         | Шилекшинское сельское поселение   |
| 100 | Козловка         | деревня | 0         | Ласкарихинское сельское поселение |
| 101 | Кондраково       | деревня | 17        | Решемское сельское поселение      |
| 102 | Кориха           | деревня | 25        | Луговское сельское поселение      |
| 103 | Коростелево      | деревня | 0         | Наволокское городское поселение   |
| 104 | Корсаково        | деревня | 1         | Решемское сельское поселение      |
| 105 | Косикино         | деревня | 0         | Решемское сельское поселение      |
| 106 | Кочи             | деревня | 4         | Батмановское сельское поселение   |
| 107 | Кочки            | деревня | 13        | Горковское сельское поселение     |
| 108 | Крайчиково       | деревня | ↘56       | Шилекшинское сельское поселение   |
| 109 | Красники         | деревня | 1         | Батмановское сельское поселение   |
| 110 | Красногорский    | село    | 183       | Ласкарихинское сельское поселение |
| 111 | Крутицы          | деревня | 5         | Батмановское сельское поселение   |
| 112 | Крючиха          | деревня | 32        | Луговское сельское поселение      |
| 113 | Кузнечиха        | деревня | 17        | Батмановское сельское поселение   |
| 114 | Куляндино        | деревня | 0         | Решемское сельское поселение      |
| 115 | Курино           | деревня | 0         | Решемское сельское поселение      |
| 116 | Курочкино        | деревня | 0         | Луговское сельское поселение      |
| 117 | Кутуниха         | деревня | 175       | Горковское сельское поселение     |
| 118 | Лагуниха         | деревня | 261       | Батмановское сельское поселение   |
| 119 | Лаптиха          | деревня | 3         | Наволокское городское поселение   |
| 120 | Лапшиново        | деревня | 4         | Шилекшинское сельское поселение   |
| 121 | Ласкариха        | деревня | ↘146      | Ласкарихинское сельское поселение |
| 122 | Линды            | деревня | 10        | Батмановское сельское поселение   |
| 123 | Лодыгино         | деревня | 9         | Луговское сельское поселение      |
| 124 | Ломки            | деревня | 0         | Шилекшинское сельское поселение   |
| 125 | Луговое          | деревня | ↘1199     | Луговское сельское поселение      |
| 126 | Льготино         | деревня | 4         | Шилекшинское сельское поселение   |
| 127 | Макарово         | деревня | 0         | Батмановское сельское поселение   |
| 128 | Малая            | деревня | 0         | Решемское сельское поселение      |
| 129 | Мальцево         | деревня | 0         | Решемское сельское поселение      |
| 130 | Манылово         | деревня | 2         | Решемское сельское поселение      |
| 131 | Масленниково     | деревня | 0         | Решемское сельское поселение      |
| 132 | Матвеево         | деревня | 6         | Решемское сельское поселение      |
| 133 | Мелино           | деревня | 0         | Луговское сельское поселение      |
| 134 | Мешино           | деревня | 3         | Луговское сельское поселение      |
| 135 | Мишутиха-Малая   | деревня | 6         | Луговское сельское поселение      |
| 136 | Мозолиха         | деревня | 4         | Горковское сельское поселение     |
| 137 | Молоковка        | деревня | 0         | Решемское сельское поселение      |
| 138 | Мостовицы        | деревня | 0         | Шилекшинское сельское поселение   |
| 139 | Мухортово        | деревня | 149       | Решемское сельское поселение      |
| 140 | Мысы             | деревня | 9         | Решемское сельское поселение      |
| 141 | Наволоки         | город   | ↘8167     | Наволокское городское поселение   |
| 142 | Наумиха          | деревня | 0         | Батмановское сельское поселение   |
| 143 | Нестерово        | деревня | 0         | Шилекшинское сельское поселение   |
| 144 | Новинки          | деревня | 467       | Горковское сельское поселение     |
| 145 | Новинки          | деревня | 0         | Ласкарихинское сельское поселение |
| 146 | Новое Рощино     | посёлок | 80        | Наволокское городское поселение   |
| 147 | Ногинская        | деревня | ↘12       | Батмановское сельское поселение   |
| 148 | Норское          | деревня | 79        | Ласкарихинское сельское поселение |
| 149 | Огариха          | деревня | 2         | Решемское сельское поселение      |
| 150 | Октябрьский      | посёлок | ↘1897     | Наволокское городское поселение   |
| 151 | Олешево          | деревня | 12        | Шилекшинское сельское поселение   |
| 152 | Осеево           | деревня | 3         | Решемское сельское поселение      |
| 153 | Осиновка         | деревня | 0         | Ласкарихинское сельское поселение |
| 154 | Осташево         | деревня | 270       | Горковское сельское поселение     |
| 155 | Панинская        | деревня | 0         | Ласкарихинское сельское поселение |
| 156 | Пашкино          | хутор   | 14        | Луговское сельское поселение      |
| 157 | Пеньки           | деревня | ↘58       | Решемское сельское поселение      |
| 158 | Первомайский     | посёлок | 779       | Наволокское городское поселение   |
| 159 | Перфильево       | деревня | 0         | Луговское сельское поселение      |
| 160 | Петрищево        | деревня | 8         | Горковское сельское поселение     |
| 161 | Пешково          | деревня | ↘51       | Горковское сельское поселение     |
| 162 | Пичугино         | деревня | 0         | Решемское сельское поселение      |
| 163 | Пичугино         | деревня | 12        | Решемское сельское поселение      |
| 164 | Плаксино         | деревня | 2         | Горковское сельское поселение     |
| 165 | Подкурново       | деревня | 0         | Батмановское сельское поселение   |
| 166 | Поспелиха Новая  | деревня | 16        | Луговское сельское поселение      |
| 167 | Поспелиха Старая | деревня | 4         | Луговское сельское поселение      |
| 168 | Починок          | деревня | 25        | Горковское сельское поселение     |
| 169 | Пырьево          | деревня | 0         | Батмановское сельское поселение   |
| 170 | Пятериково       | деревня | 0         | Батмановское сельское поселение   |
| 171 | Реутиха          | деревня | 0         | Шилекшинское сельское поселение   |
| 172 | Решетиха         | деревня | 2         | Шилекшинское сельское поселение   |
| 173 | Решма            | село    | ↘911      | Решемское сельское поселение      |
| 174 | Рогуши           | деревня | 0         | Батмановское сельское поселение   |
| 175 | Романово         | деревня | 21        | Луговское сельское поселение      |
| 176 | Салтаниха        | деревня | 4         | Решемское сельское поселение      |
| 177 | Самсониха        | деревня | 12        | Шилекшинское сельское поселение   |
| 178 | Санково Большое  | деревня | 0         | Наволокское городское поселение   |
| 179 | Семенково        | деревня | 7         | Горковское сельское поселение     |
| 180 | Сергеевка        | деревня | 7         | Решемское сельское поселение      |
| 181 | Сидеряха         | деревня | 11        | Горковское сельское поселение     |
| 182 | Сидоровка        | деревня | 7         | Ласкарихинское сельское поселение |
| 183 | Сидоровская      | деревня | 13        | Батмановское сельское поселение   |
| 184 | Скоково          | деревня | 14        | Шилекшинское сельское поселение   |
| 185 | Совки            | деревня | 0         | Решемское сельское поселение      |
| 186 | Сокерново        | деревня | 2         | Решемское сельское поселение      |
| 187 | Сонинская        | деревня | 2         | Решемское сельское поселение      |
| 188 | Станко           | село    | 319       | Наволокское городское поселение   |
| 189 | Старое Село      | деревня | 24        | Луговское сельское поселение      |
| 190 | Степино          | деревня | 1         | Горковское сельское поселение     |
| 191 | Степунино        | деревня | 0         | Решемское сельское поселение      |
| 192 | Стиберское       | деревня | 69        | Ласкарихинское сельское поселение |
| 193 | Стояниха         | деревня | 7         | Шилекшинское сельское поселение   |
| 194 | Строиха          | деревня | 2         | Горковское сельское поселение     |
| 195 | Стулово          | деревня | 12        | Решемское сельское поселение      |
| 196 | Сыровская        | деревня | 0         | Решемское сельское поселение      |
| 197 | Тарасиха         | деревня | 40        | Наволокское городское поселение   |
| 198 | Таратино         | деревня | 29        | Шилекшинское сельское поселение   |
| 199 | Тереховская      | деревня | 0         | Решемское сельское поселение      |
| 200 | Тимониха         | деревня | 5         | Батмановское сельское поселение   |
| 201 | Токово           | деревня | 0         | Наволокское городское поселение   |
| 202 | Тревражное       | деревня | 1         | Наволокское городское поселение   |
| 203 | Трегубиха        | деревня | 7         | Шилекшинское сельское поселение   |
| 204 | Трениха          | деревня | 3         | Луговское сельское поселение      |
| 205 | Третьяково       | деревня | 0         | Решемское сельское поселение      |
| 206 | Угловатица       | деревня | 4         | Шилекшинское сельское поселение   |
| 207 | Ульяново         | деревня | 0         | Решемское сельское поселение      |
| 208 | Устново          | деревня | 11        | Горковское сельское поселение     |
| 209 | Фатиха           | деревня | 7         | Луговское сельское поселение      |
| 210 | Филинская        | деревня | 0         | Батмановское сельское поселение   |
| 211 | Фомино           | деревня | 0         | Ласкарихинское сельское поселение |
| 212 | Фоминское        | деревня | 1         | Горковское сельское поселение     |
| 213 | Хмельники        | деревня | 0         | Шилекшинское сельское поселение   |
| 214 | Ховрачиха        | деревня | 0         | Горковское сельское поселение     |
| 215 | Чёрная           | деревня | 0         | Ласкарихинское сельское поселение |
| 216 | Чернышево        | деревня | 4         | Горковское сельское поселение     |
| 217 | Черняково        | деревня | 19        | Шилекшинское сельское поселение   |
| 218 | Чигаево          | деревня | 0         | Решемское сельское поселение      |
| 219 | Шанино           | деревня | 14        | Шилекшинское сельское поселение   |
| 220 | Шевалдово        | деревня | ↘2        | Решемское сельское поселение      |
| 221 | Шерониха         | деревня | 26        | Луговское сельское поселение      |
| 222 | Шилекша          | село    | ↗441      | Шилекшинское сельское поселение   |
| 223 | Шилово           | деревня | 4         | Батмановское сельское поселение   |
| 224 | Ширшовка         | деревня | 11        | Решемское сельское поселение      |
| 225 | Ширяиха          | деревня | 0         | Шилекшинское сельское поселение   |
| 226 | Шихово           | деревня | 51        | Горковское сельское поселение     |
| 227 | Шишкино Большое  | деревня | 0         | Наволокское городское поселение   |
| 228 | Шумовская        | деревня | 87        | Шилекшинское сельское поселение   |
| 229 | Щечиха           | деревня | 8         | Горковское сельское поселение     |
| 230 | Якимово          | деревня | 24        | Ласкарихинское сельское поселение |
| 231 | Якунино          | деревня | 3         | Луговское сельское поселение      |
| 232 | Якушево          | деревня | 95        | Решемское сельское поселение      |
| 233 | Ярышкино         | деревня | 11        | Наволокское городское поселение   |

Упразднённые населённые пункты:
- 1997 год — деревни Власиха, Исаево, Хлепестиха[32].

## Санатории
На территории района действуют два санатория — «Станко» и «Решма».

## Монастырь и храмы
- Макариев-Решемский монастырь в селе Решма, основан в начале XVII века по инициативе жителей слободы Решмы во имя преподобного Макария Желтоводского и Унженского[33].
- Храм Введения во храм Пресвятой Богородицы 1780 года в селе Заовражье (в настоящее время часть деревни Горки Горковского сельского поселения), в традиционных формах, пятиглавый храм с шатровой колокольней и росписями XIX века[34].
- Храм Рождества Пресвятой Богородицы 1827—1869 годов в селе Батманы, пятиглавый с четырёхъярусной колокольней, в декоре соседствуют элементы классицизма и необарокко[34].
- Храм Вознесения Господня в Новопокровском 1896 года, эклектика с преимущественным использованием элементов русского стиля, колокольня монументальная столпообразная. Бывшая единоверческая церковь при исчезнувшем селе Новопокровском. Построена на средства крестьянина деревни Калинихи Евфимия Ивановича Кулакова и вичугского фабриканта потомственного гражданина Дмитрия Фёдоровича Морокина. Единственным священником храма с 1897 по 1939 годы был Михаил Александрович Василевский (1866—1953), отец маршала А. М. Василевского. У стены церкви находится могила Надежды Ивановны Василевской (1872—1939), матери маршала Василевского[35].
- Храм Успения Пресвятой Богородицы 1872 года в деревне Пешково, в русско-византийском стиле[36].
- Храм Георгия Победоносца в селе Георгиевское. Четверик храма возведён в 1813 году, трапезная и колокольня немногим позднее. С трёх сторон имеются ворота в каменной ограде. В северную стену ограды включён небольшой дом причта конца XIX века. Комплекс представляет собой образец классицизма с элементами барокко. Главный иконостас храма выполнен второй трети XIX века и представляет собой выдающееся для этого региона произведение. Торжественная и парадная композиция главного иконостаса выполнена в духе классицизма, резной декор — в духе барокко, иконы — в традициях древнерусской живописи[37].
- Храм Илии Пророка в селе Ильинское, построенный в 1811 году на средства прихожан. Несколько позднее построена трапезная. Храм построен в стиле зрелого классицизма с оригинальной композицией основного объема и своеобразной трактовкой пятиглавия[38].

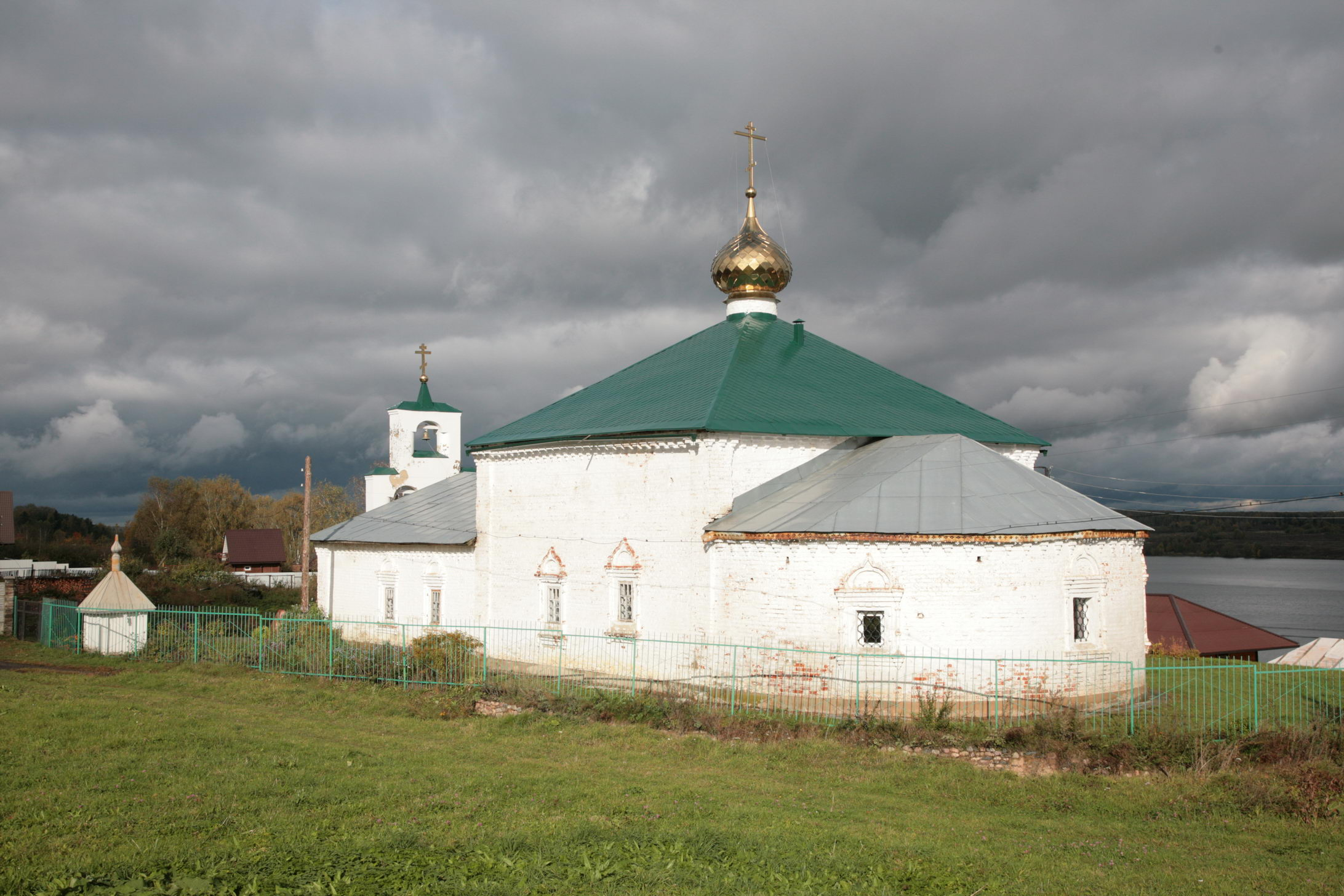
Макариев-Решемский монастырь, храм Николая Чудотворца середины XVIII века, бывший приходской
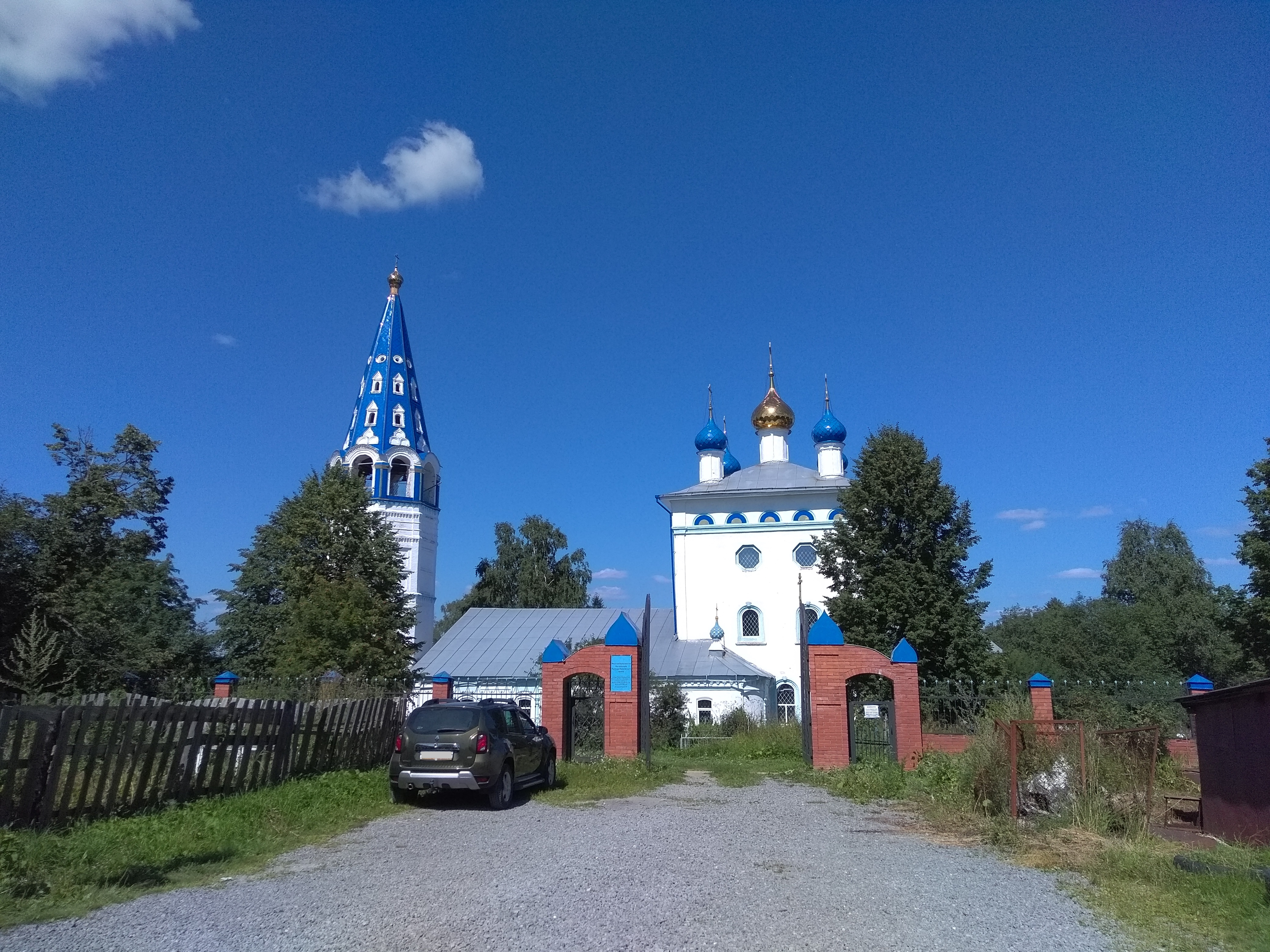
Храм Введения во храм Пресвятой Богородицы, Заовражье (Горки)
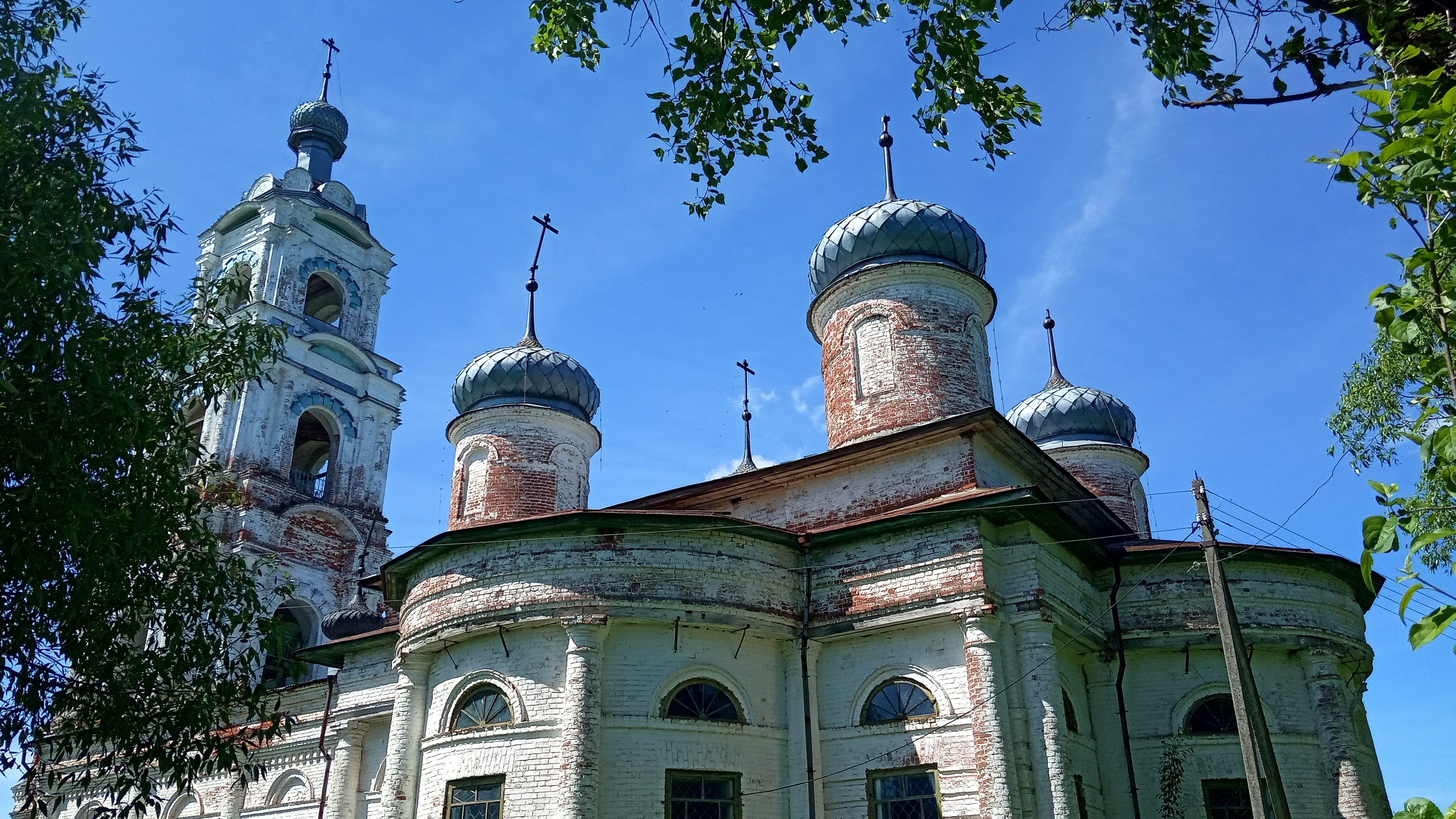
Храм Рождества Христова, Батманы
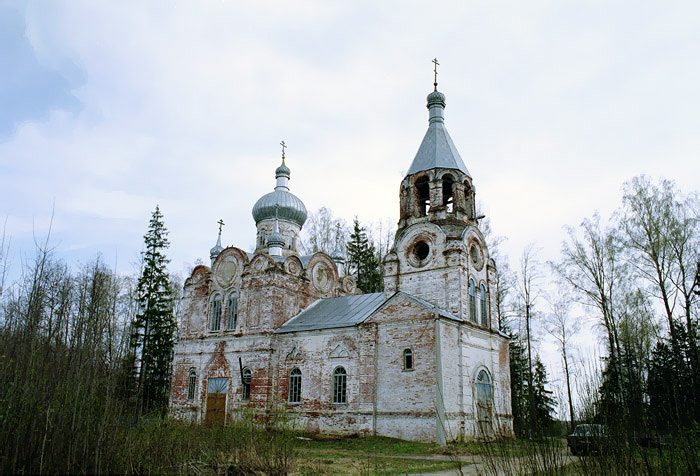
Храм Вознесения Господня в Новопокровском

## Известные люди
- Артамонов, Михаил Дмитриевич (1888—1958) — русский и советский поэт, родился в селе Кринцово.
- Баранов, Сергей Иванович — полный кавалер ордена Славы, является одним из трёх первых кавалеров ордена Славы II степени в Красной Армии, родился в деревне Манылово.
- Василевский, Александр Михайлович — Маршал Советского Союза (1943), начальник Генерального штаба, Министр Вооружённых сил СССР и Военный министр СССР. Член ЦК КПСС (1952—1961), Дважды Герой Советского Союза, жил в селе Новопокровское, Кинешемский район.
- Горохов, Юрий Иванович — будущий Герой Советского Союза
- Кондратьев, Николай Дмитриевич — русский и советский экономист, основоположник теории экономических циклов, родился в деревне Галуевская.
- Мазурин, Михаил Александрович — Герой Советского Союза, жил и умер в городе Наволоки, Кинешемский район.
- Папов, Сергей Иванович (1904—1970) — актёр театра и кино, народный артист СССР (1958).
- Рыжов, Александр Иванович — Герой Советского Союза, родился в деревне Курьяниха. Жил и работал в Кинешме.
- Смирнов, Николай Андреевич — Герой Советского Союза, жил и работал в Кинешме.
- Соловьёв, Павел Александрович — Герой Социалистического Труда, авиаконструктор, родился в деревне Алекино.